# Мишкіно (Новгородська область)
Мишкіно (рос. Мышкино) — присілок в Пестовському районі Новгородської області Російської Федерації.
Населення становить 14 осіб. Входить до складу муніципального утворення Пестовське сільське поселення.

## Історія
Від 2004 року входить до складу муніципального утворення Пестовське сільське поселення

## Населення
| 2010 |
| ---- |
| 14   |